# Kajnardža
Kajnardža (in bulgaro Кайнарджа?) è un comune bulgaro situato nella Regione di Silistra di 5 877 abitanti (dati 2009). La sede comunale è nella località omonima

## Località
Il comune è formato dall'insieme delle seguenti località:
- Davidovo
- Dobrudžanka
- Goleš
- Gospodinovo
- Kahnardža (sede comunale)
- Kamenci
- Kranovo
- Polkovnik Čolakovo
- Poprusanovo
- Posev
- Središte
- Strelkovo
- Svetoslav
- Vojnovo
- Zarnik